# 1569 en science
| Années de la science : 1566 - 1567 - 1568 - 1569 - 1570 - 1571 - 1572    |
| Décennies de la science : 1530 - 1540 - 1550 - 1560 - 1570 - 1580 - 1590 |

Cet article présente les faits marquants de l'année 1569 en science.

## Événements

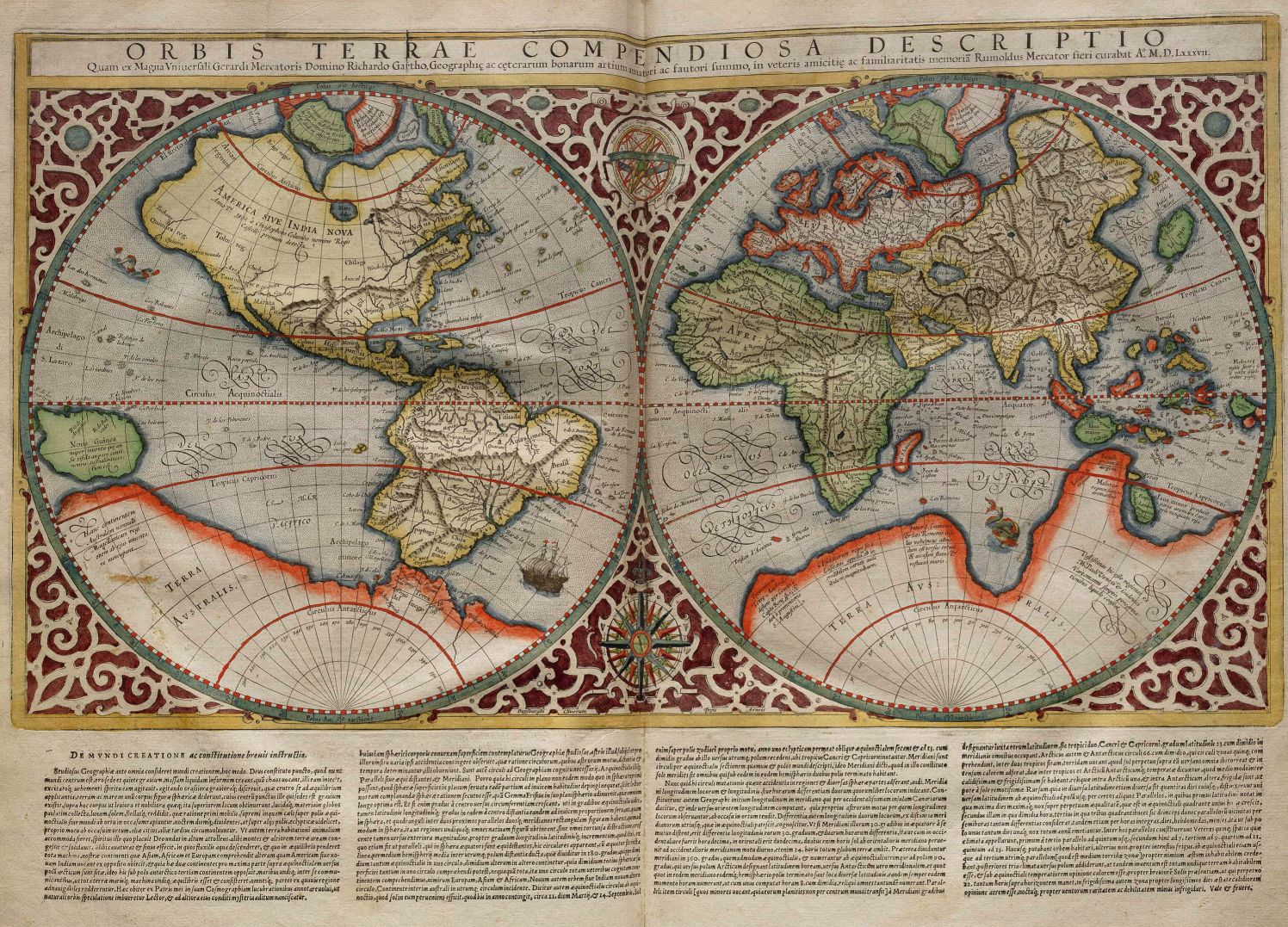
Mappemonde de Mercator (1569)

- Août : Gérard Mercator achève la gravure d'une mappemonde nova et aucta orbis terrae descriptio, ad usum navigatium emendate accomodata, qui utilise une nouvelle projection cartographique, la projection de Mercator, qui permet aux navigateurs de reporter facilement leur route sur un canevas orthogonal de méridiens et de parallèles[1].

## Publications
- Samuel Eisenmenger : Oratio de methodo iatromathematicae … eam semper medias veteribus et recentibus usui necessario fuisse … et astrologiae indicatur, Strasbourg, 1569 ;
- Jacques Grévin et André Vésale : Les portraicts anatomiques de toutes les parties du corps humain, gravez en taille douce, par le commandement de feu Henry huictiesme Roy d'Angleterre. Ensemble l'abbregé d'André Vesal, & l'explication d'iceux accompagnée d'une déclaration anatomique, Paris, André Wechel, 1569.
- Gerardus Mercator (Gerhard Kramer) : Nova et Aucta Orbis Terrae Descriptio ad Usum Navigatium Emendate.

## Naissances
- 15 août : Jakob Zwinger (mort en 1610), médecin et philologue suisse.
- 14 octobre : Muzio Oddi (mort en 1639), mathématicien italien[2].

- Gonzalo García de Nodal (mort en 1622), navigateur espagnol.

## Décès
- 26 mai : Guido Guidi (né en 1509), médecin italien.